# Annie Sanders
Anastasia „Annie“ Sanders (* 22. Juli 2007) ist eine US-amerikanische Sportkletterin.

## Karriere

### Wettkampfklettern
2021 gewann Sanders die Jugendweltmeisterschaften im Lead, Bouldern und in der Kombination. 2022 wurde sie erneut Jugendweltmeisterin im Bouldern.
Sanders nimmt seit 2023 an Weltcups teil. Bereits bei ihrem zweiten Weltcup schaffte sie den Einzug ins Finale und erreichte den fünften Platz. Bei den Panamerikanischen Spielen in Santiago 2023 wurde sie Vierte im Boulder & Lead.
Ihre erste Weltcup-Medaille gewann Sanders 2024 in Innsbruck im Bouldern. Im selben Jahr gewann sie in Seoul ihren ersten Weltcup im Bouldern. 2024 konnte sie im Lead die Weltcups in Koper und Seoul je den dritten Platz erreichen. In der Gesamtwertung im Bouldern wurde sie vierte und im Lead sechste.

### Felsklettern
Im Oktober 2020 kletterte sie die Route God's Own Throne (8b+) in Red River Gorge. Ein Jahr später kletterte sie Omaha Beach (8b+) in Red River Gorge im ersten Versuch (flash).
Ende 2023 gelang es ihr, die Route Lucifer (8c+) in Red River Gorge zu klettern.